# شان والن
شان والن (به انگلیسی: Sean Whalen) (زاده ۱۹ مهٔ ۱۹۶۴) بازیگر آمریکایی است.
از فیلم‌های معروف او می‌توان به بازی در فیلم کارمند ماه، تامی و تی-رکس، هرگز بوسیده نشده، وظیفه هیئت منصفه، دست‌های بیکار اشاره کرد.